# Ruth Atuti
Ruth Atuti (* 10. Oktober 1964) ist eine ehemalige kenianische Sprinterin, die sich auf den 400-Meter-Lauf spezialisiert hat. Über diese Distanz sowie in der 4-mal-100- und 4-mal-400-Meter-Staffel wurde sie 1982 und 1984 Afrikameisterin und zählt mit sechs Titeln bei Afrikameisterschaften zu den erfolgreichsten Sprinterinnen ihres Landes.

## Sportliche Laufbahn
Erste internationale Erfahrungen sammelte Ruth Atuti vermutlich im Jahr 1981, als sie beim IAAF World Cup in Rom in 55,58 s den achten Platz im 400-Meter-Lauf belegte und über 4-mal 400 Meter mit 3:49,13 min auf Rang neun gelangte. Im Jahr darauf siegte sie bei den Afrikameisterschaften in Kairo in 54,48 s die Goldmedaille über 400 Meter gewann und sowohl mit der kenianischen 4-mal-100- und 4-mal-400-Meter-Staffel die Goldmedaille gewann. Anschließend belegte sie bei den Commonwealth Games in Brisbane in 3:40,77 min den siebten Platz in der 4-mal-400-Meter-Staffel und schied über 400 Meter mit 56,52 s im Vorlauf aus. 1984 verteidigte sie bei den Afrikameisterschaften in Rabat in 54,05 s ihren Titel über 400 Meter und siegte in 46,18 s und 3:37,76 min ebenfalls erneut in beiden Staffelbewerben.